# أرسوير فيسورن
أرسوير فيسورن (بالإنجليزية: Aroser Weisshorn)‏ هو أحد جبال سلسلة جبال الألب بليسور وجزء من القمة الأم أرسوير روثورن يقع في كانتون غراوبوندن، سويسرا. يبلغ ارتفاع الجبل حوالي 2653 متر، بينما يبلغ ارتفاع نتوء الجبل 286 متر.